# Club Atlético River Plate 1971
Questa voce raccoglie le informazioni riguardanti il Club Atlético River Plate nelle competizioni ufficiali della stagione 1971.

## Stagione
Guidata per il secondo anno consecutivo da Didi, la squadra disputa un Metropolitano di non eccelsa rilevanza, mentre nel Nacional ottiene il quarto posto nel proprio girone.

## Maglie e sponsor
| Casa | Trasferta | Terza divisa |

## Rosa
| N. |                      | Ruolo | Calciatore             |
| -- | -------------------- | ----- | ---------------------- |
|    | Argentina (bandiera) | P     | Carlos Barisio         |
|    | Argentina (bandiera) | P     | Hugo Carballo          |
|    | Argentina (bandiera) | P     | José Alberto Pérez     |
|    | Argentina (bandiera) | D     | Jorge Dominichi        |
|    | Argentina (bandiera) | D     | Alberto Giustozzi      |
|    | Argentina (bandiera) | D     | César Laraignée        |
|    | Argentina (bandiera) | D     | Rubén Paira            |
|    | Argentina (bandiera) | D     | Ricardo Pellerano      |
|    | Argentina (bandiera) | D     | Héctor Isaac Rodríguez |
|    | Uruguay (bandiera)   | D     | Jorge Vázquez          |
|    | Argentina (bandiera) | D     | Pablo Zuccarini        |
|    | Argentina (bandiera) | C     | Eduardo Anzarda        |
|    | Argentina (bandiera) | C     | Carlos Della Savia     |
|    | Argentina (bandiera) | C     | Eduardo Dreyer         |
|    | Argentina (bandiera) | C     | Mario Finarolli        |

| N. |                      | Ruolo | Calciatore             |
| -- | -------------------- | ----- | ---------------------- |
|    | Argentina (bandiera) | C     | Jorge Ghiso            |
|    | Argentina (bandiera) | C     | Juan José López        |
|    | Argentina (bandiera) | C     | Reinaldo Merlo         |
|    | Argentina (bandiera) | C     | Daniel Onega           |
|    | Argentina (bandiera) | C     | Osvaldo Pérez          |
|    | Argentina (bandiera) | C     | Héctor Pignani         |
|    | Argentina (bandiera) | A     | Norberto Alonso        |
|    | Argentina (bandiera) | A     | Carlos Bulla           |
|    | Argentina (bandiera) | A     | Néstor Scotta          |
|    | Argentina (bandiera) | A     | Víctor Marchetti       |
|    | Argentina (bandiera) | A     | Joaquín Pedro Martínez |
|    | Argentina (bandiera) | A     | Oscar Más              |
|    | Argentina (bandiera) | A     | Carlos Morete          |
|    | Argentina (bandiera) | A     | Juan Carlos Trebucq    |

## Statistiche

### Statistiche di squadra
| Competizione               | Punti | Totale | Totale | Totale | Totale | Totale | Totale | DR  |
| Competizione               | Punti | G      | V      | N      | P      | Gf     | Gs     | DR  |
| -------------------------- | ----- | ------ | ------ | ------ | ------ | ------ | ------ | --- |
| Campionato - Metropolitano | 39    | 36     | 14     | 11     | 11     | 60     | 52     | +8  |
| Campionato - Nacional      | 21    | 14     | 8      | 5      | 1      | 26     | 13     | +13 |
| Totale                     | -     |        |        |        |        |        |        | -   |